# كوروجاق (جليكخان)
كوروجاق (بالكردية: Rûtikan‏) (بالتركية: Korucak)‏ هي قرية كرديّة رشوانيّة تتبع إداريّاً لمديرية جليكخان في محافظة أديامان التركية، بلغ عدد سكانها 334 نسمة في عام 2021.